# Ľ

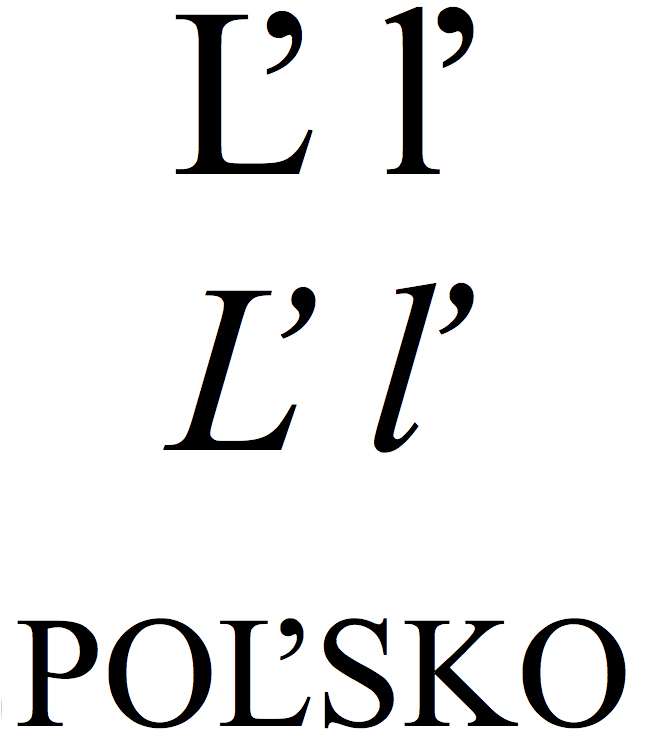
Łacińska mała i wielka litera l z caronem i małymi literami „Poľsko”.

Ľ, ľ – litera występująca tylko w alfabecie słowackim oraz w łacince ukraińskiej. Litera ta zapisywana jest jako „L” ze znakiem diakrytycznym przypominającym apostrof. Oznacza podniebienne [ʎ], spółgłoskę podobną do „li” w słowie „milion”. 
Przykłady:
- podnikateľ – „przedsiębiorca”,
- Ján Figeľ – słowacki polityk, były europejski komisarz ds. edukacji, szkoleń i kultury w latach 2004–2009,
- Za ľudí – słowacka partia polityczna.

Uproszczenie z zastosowaniem apostrofu występuje czasami w niektórych angielskich tekstach, na przykład „L'udovit Stur” zamiast prawidłowej słowackiej formy „Ľudovít Štúr”. To niewłaściwe użycie jest czasem wynikiem błędu OCR.